# ベリサリオ・コレンツィオ
ベリサリオ・コレンツィオ（Belisario Corenzio、 1558年ころ – 1643年）は、ギリシャ生まれの画家である。12歳でイタリアに移り、1590年ころからナポリで働き、多くの教会などの装飾画を描いた。

## 略歴
現在のギリシャ、ペロポネソス半島の南西部の町、キパリシア(Kyparissia)で生まれた。12歳でスペイン統治下のナポリに移った。一族はナポリのギリシャ人コミュニティの有力者であった。
絵を学ぶために1580年代にヴェネツィアに移り、5年間ヴェネツィア派の画家、ティントレット（1518–1594）のもとで修行したと言われている。1590年までにはナポリに戻り、その後はナポリで終生、活動した。
コレンツィオの生涯について、18世紀の美術史家、ベルナルド・デ・ドミニチ（Bernardo De Dominici: 1683-1750）の「Vite de pittori, scultori ed architetti napoletani non mai date alla luce da autore alcuno dedicate agli eccellentiss. signori, eletti della fedelissima città di Napoli, （決して明らかにされてこなかったナポリの画家、彫刻家、建築家の生涯）」の中では、金銭欲の強い陰謀好きな人物としての逸話が紹介されている。グイド・レーニ（1575-1642)など競争相手になりそうな画家がナポリで働くのを暴力的な手段で妨げたと伝えている。
サレルノの聖堂(Cattedrale di Salerno)やナポリのサンティ・セヴェリーノ・エ・ソッシオ教会(Chiesa dei Santi Severino e Sossio)、サンティッシマ・アンヌンツァータ・マッジョーレ聖堂(Basilica della Santissima Annunziata Maggiore)などの壁画なども描いた。
1643年にサンティ・セヴェリーノ・エ・ソッシオ教会で壁画制作の作業中に足場から転落して85歳で亡くなったとされており、ナポリに埋葬された。 

## 作品

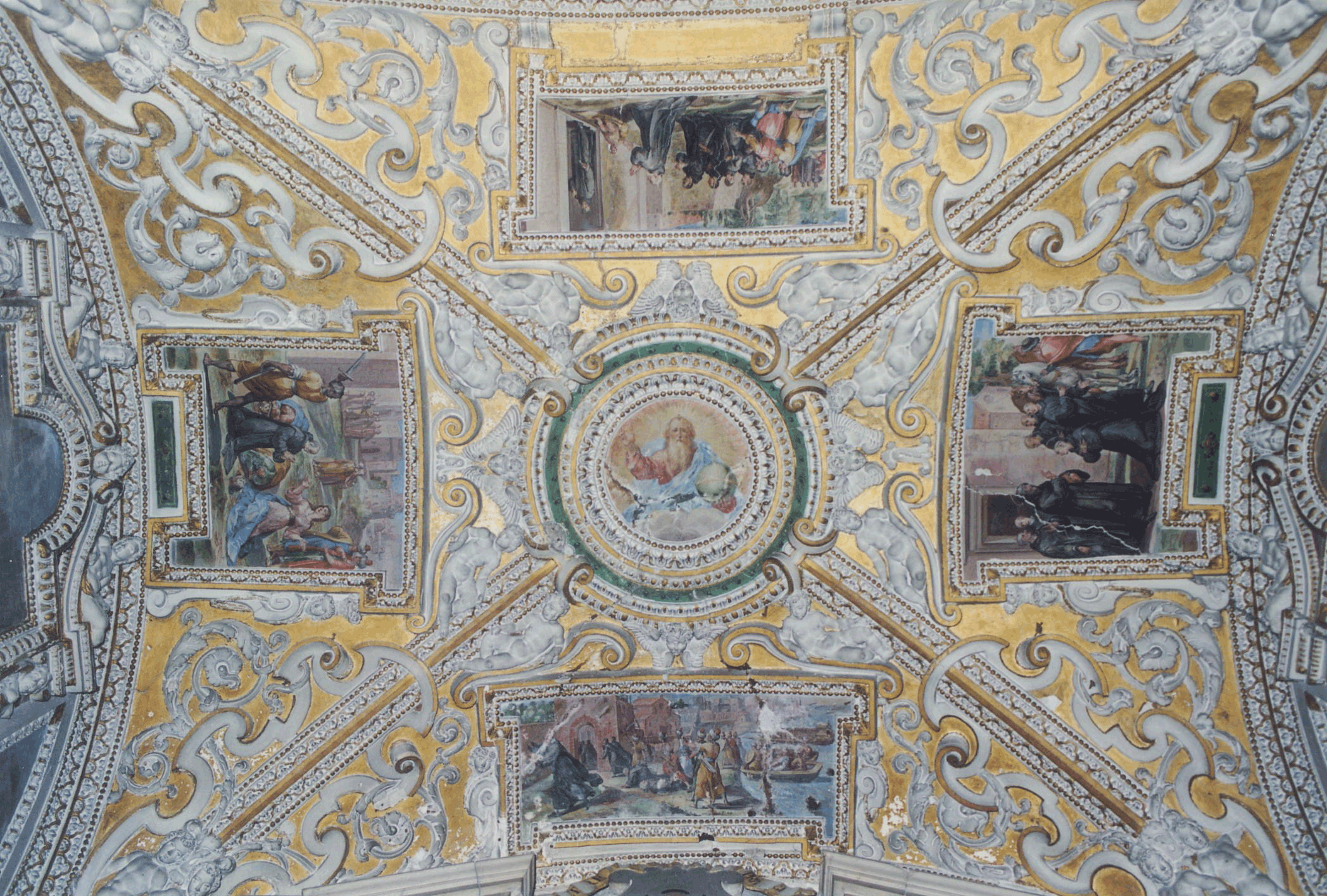
サンティ・セヴェリーノ・エ・ソッシオ教会の天井画
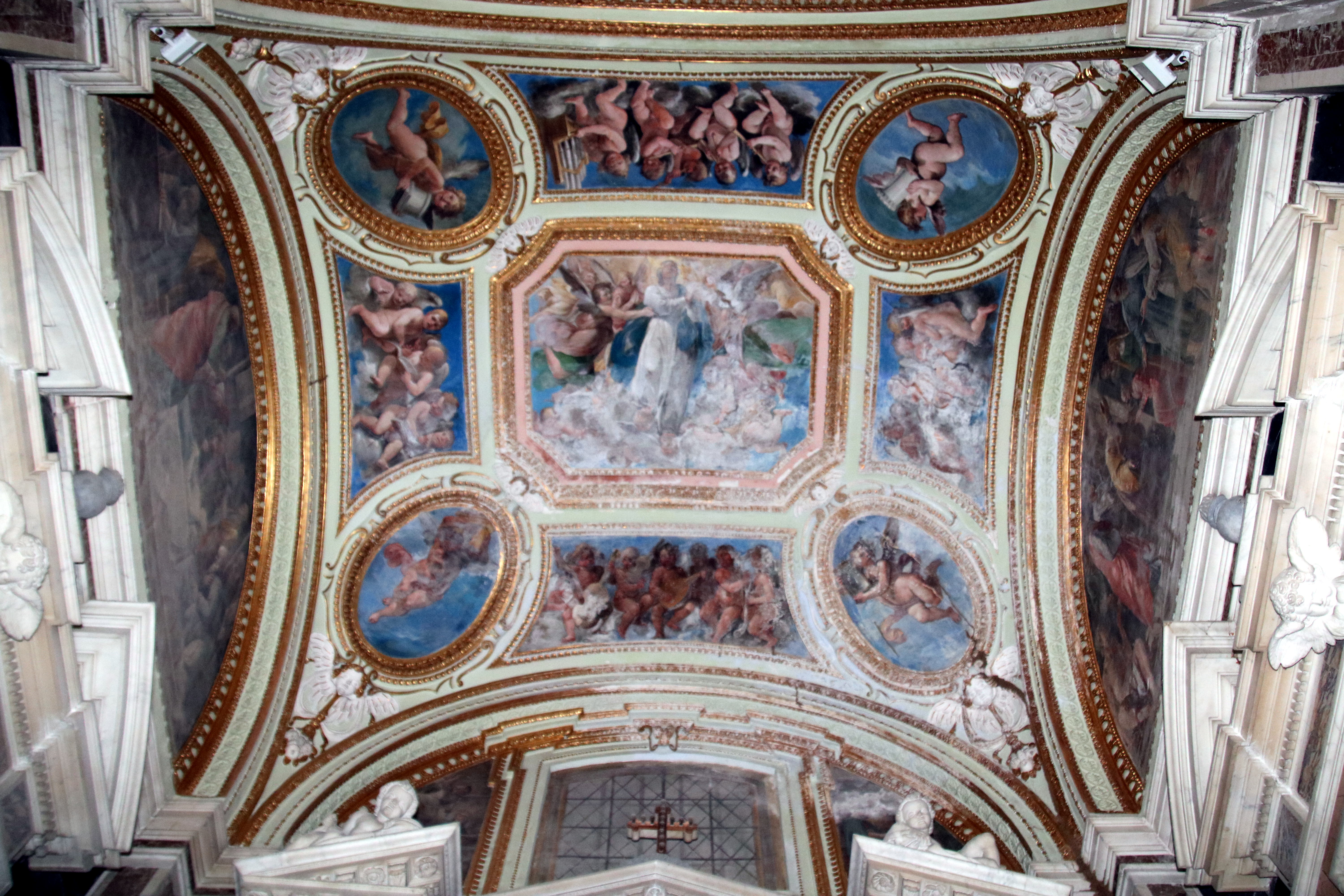
ナポリの教会(Chiesa di Santa Teresa degli Scalzi)の装飾画
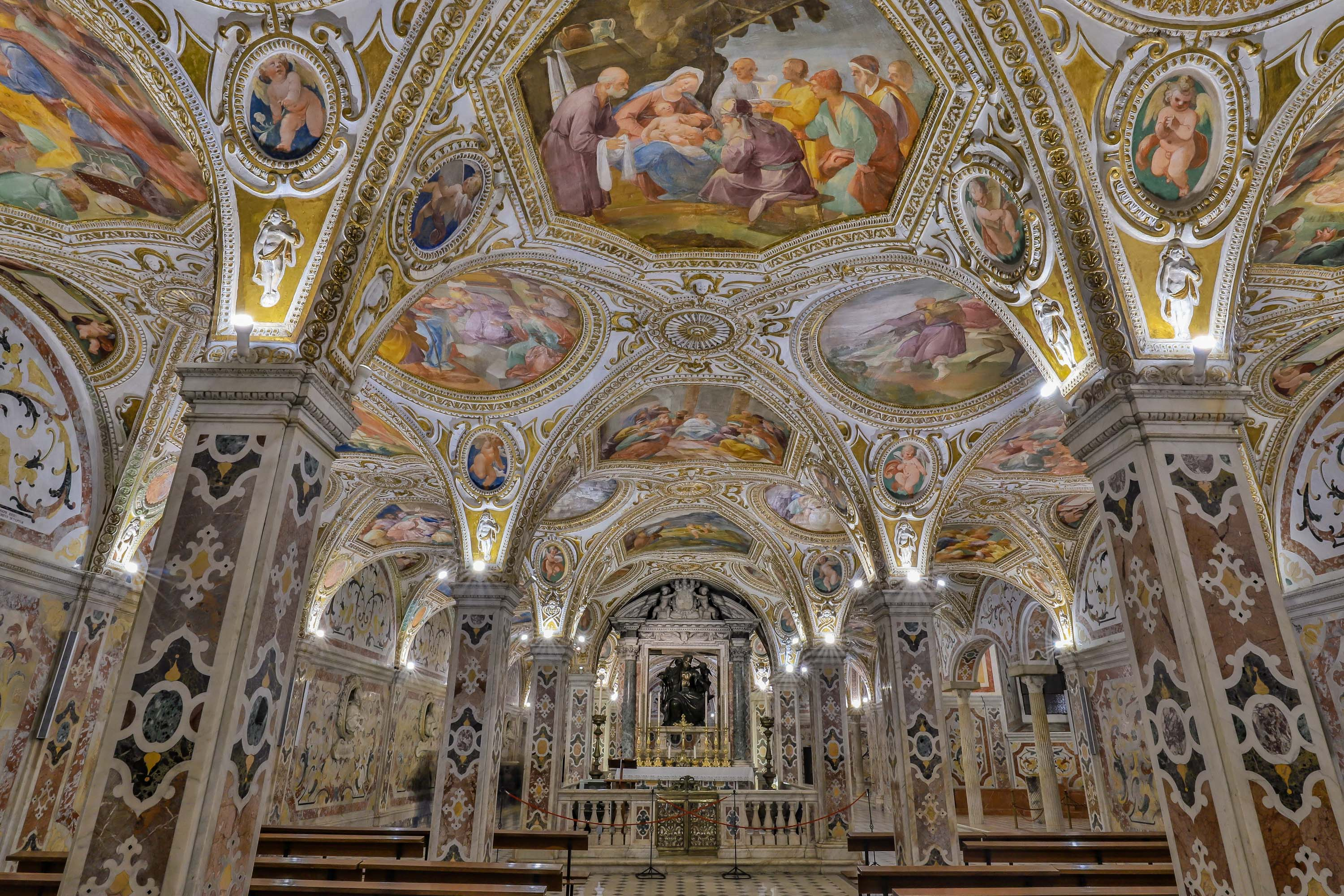
コレンツィオの装飾画のあるサレルノの聖堂